# Eupsophus calcaratus
Eupsophus calcaratus är en groddjursart som först beskrevs av Günther 1881.  Eupsophus calcaratus ingår i släktet Eupsophus och familjen Cycloramphidae. Inga underarter finns listade i Catalogue of Life.
Arten förekommer i centrala Chile och i angränsande områden av Argentina. Den hittas även på flera chilenska öar. Detta groddjur vistas i regioner som ligger 10 till 1300 meter över havet. Habitatet är fuktiga ställen som träskmarker och områden nära vattendrag. Eupsophus calcaratus hittas även i skogar med träd av sydbokssläktet. Grodynglens utveckling sker i vattenpölar men de lever under hela metamorfosen av äggulan.
Lokalt kan beståndet hotas av skogens omvandling till jordbruksmark eller till annan kulturlandskap. Även vattenföroreningar i samband med intensivt skogsbruk kan påverka arten negativt. I provinsen General Carrera i södra Chile används groddjuret som lockbete vid fiske. Hela populationen är däremot stor. IUCN kategoriserar arten globalt som livskraftig.